# 42-га паралель північної широти
42-га паралель північної широти — лінія широти, що лежить на 42 градуси північніше земної екваторіальної площини. Вона проходить через Європу, Середземне море, Азію, Тихий океан, Північну Америку та Атлантичний океан.

В США через 42-гу паралель північної широти проходять кордони між кількома штатами

В США через паралель проходить більша частина кордону між Нью-Йорком та Пенсільванією, хоча через погано досліджену топографію регіону у 1785–1786 роках цю межу проводили у кількох кілометрах північніше або південніше палалелі. Області навколо паралелі відомі як «яруси-близнюки».
За договором Адамса-Оніса 1819 року між Іспанською імперією та США через 42-гу паралель пн.ш був проведений кордон між віцекоролівством Нова Іспанія та західними територіями США. За договором Гвадалупе-Ідальго 1848 року Мексика поступилася США значною частиною своїх північних територій. В результаті цього через 42-гу паралель північної широти проходять північні кордони штатів Орегон і Айдахо та північні кордони штатів Каліфорнія, Невада та Юта.
На цій широті під час літнього сонцестояння сонце видно 15 годин 15 хвилин, а під час зимового сонцестояння — 9 годин 6 хвилин.

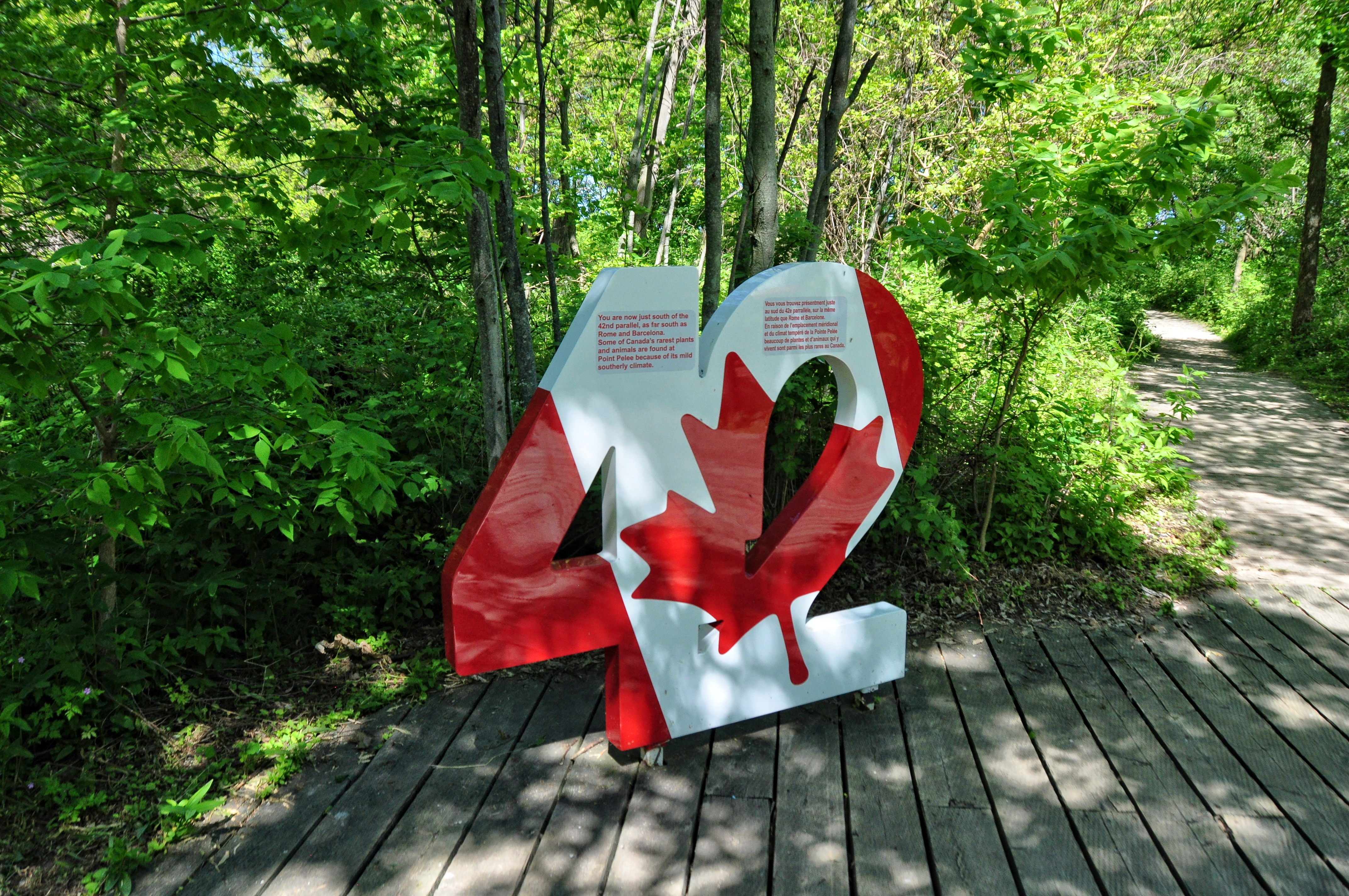
Пам'ятний знак на 42-гій паралелі пн.ш. у Національному парку Пойнт-Пілі (Канада)

Швидкість обертання Землі на цій широті приблизно дорівнює швидкості звуку.

## Список географічних об'єктів, що перетинає 42° пн. ш.
Починаючи з Гринвіцького меридіану та рухаючись на схід, 42-га паралель північної широти проходить через:
| Координати                                                      | Країна, територія або море | Примітки |
| --------------------------------------------------------------- | -------------------------- | --- |
| 42°0′ пн. ш. 0°0′ сх. д. / 42.000° пн. ш. 0.000° сх. д.         | Іспанія                    | |
| 42°0′ пн. ш. 3°11′ сх. д. / 42.000° пн. ш. 3.183° сх. д.        | Середземне море            | |
| 42°0′ пн. ш. 8°39′ сх. д. / 42.000° пн. ш. 8.650° сх. д.        | Франція                    | Проходить через острів Корсика |
| 42°0′ пн. ш. 9°27′ сх. д. / 42.000° пн. ш. 9.450° сх. д.        | Середземне море            | Тірренське море |
| 42°0′ пн. ш. 11°58′ сх. д. / 42.000° пн. ш. 11.967° сх. д.      | Італія                     | Проходить північніше Рима та через Термолі |
| 42°0′ пн. ш. 15°0′ сх. д. / 42.000° пн. ш. 15.000° сх. д.       | Адріатичне море            | |
| 42°0′ пн. ш. 19°9′ сх. д. / 42.000° пн. ш. 19.150° сх. д.       | Чорногорія                 | |
| 42°0′ пн. ш. 19°23′ сх. д. / 42.000° пн. ш. 19.383° сх. д.      | Албанія                    | |
| 42°0′ пн. ш. 20°37′ сх. д. / 42.000° пн. ш. 20.617° сх. д.      | Косово                     | Проходить через частково визнане Косово, яке частина країн розглядає як територію Сербії |
| 42°0′ пн. ш. 20°46′ сх. д. / 42.000° пн. ш. 20.767° сх. д.      | Північна Македонія         | Проходить через Скоп'є |
| 42°0′ пн. ш. 22°52′ сх. д. / 42.000° пн. ш. 22.867° сх. д.      | Болгарія                   | |
| 42°0′ пн. ш. 26°56′ сх. д. / 42.000° пн. ш. 26.933° сх. д.      | Туреччина                  | |
| 42°0′ пн. ш. 27°25′ сх. д. / 42.000° пн. ш. 27.417° сх. д.      | Болгарія                   | |
| 42°0′ пн. ш. 27°51′ сх. д. / 42.000° пн. ш. 27.850° сх. д.      | Туреччина                  | Приблизно на 300 м |
| 42°0′ пн. ш. 27°51.42′ сх. д. / 42.000° пн. ш. 27.85700° сх. д. | Болгарія                   | Приблизно на 100 м |
| 42°0′ пн. ш. 27°51.52′ сх. д. / 42.000° пн. ш. 27.85867° сх. д. | Туреччина                  | Приблизно на 500 м |
| 42°0′ пн. ш. 27°52.08′ сх. д. / 42.000° пн. ш. 27.86800° сх. д. | Болгарія                   | |
| 42°0′ пн. ш. 28°2′ сх. д. / 42.000° пн. ш. 28.033° сх. д.       | Чорне море                 | |
| 42°0′ пн. ш. 33°17′ сх. д. / 42.000° пн. ш. 33.283° сх. д.      | Туреччина                  | |
| 42°0′ пн. ш. 33°34′ сх. д. / 42.000° пн. ш. 33.567° сх. д.      | Чорне море                 | |
| 42°0′ пн. ш. 34°52′ сх. д. / 42.000° пн. ш. 34.867° сх. д.      | Туреччина                  | Проходить південніше Сінопа |
| 42°0′ пн. ш. 35°7′ сх. д. / 42.000° пн. ш. 35.117° сх. д.       | Чорне море                 | |
| 42°0′ пн. ш. 41°45′ сх. д. / 42.000° пн. ш. 41.750° сх. д.      | Грузія                     | |
| 42°0′ пн. ш. 46°5′ сх. д. / 42.000° пн. ш. 46.083° сх. д.       | Росія                      | Дагестан — приблизно на 2 км |
| 42°0′ пн. ш. 46°7′ сх. д. / 42.000° пн. ш. 46.117° сх. д.       | Грузія                     | Приблизно на 3 км |
| 42°0′ пн. ш. 46°9′ сх. д. / 42.000° пн. ш. 46.150° сх. д.       | Росія                      | Дагестан — проходить південніше Дербента |
| 42°0′ пн. ш. 48°20′ сх. д. / 42.000° пн. ш. 48.333° сх. д.      | Каспійське море            | |
| 42°0′ пн. ш. 52°27′ сх. д. / 42.000° пн. ш. 52.450° сх. д.      | Казахстан                  | |
| 42°0′ пн. ш. 52°48′ сх. д. / 42.000° пн. ш. 52.800° сх. д.      | Туркменістан               | |
| 42°0′ пн. ш. 54°51′ сх. д. / 42.000° пн. ш. 54.850° сх. д.      | Казахстан                  | |
| 42°0′ пн. ш. 56°0′ сх. д. / 42.000° пн. ш. 56.000° сх. д.       | Узбекистан                 | |
| 42°0′ пн. ш. 57°10′ сх. д. / 42.000° пн. ш. 57.167° сх. д.      | Туркменістан               | |
| 42°0′ пн. ш. 60°0′ сх. д. / 42.000° пн. ш. 60.000° сх. д.       | Узбекистан                 | |
| 42°0′ пн. ш. 66°0′ сх. д. / 42.000° пн. ш. 66.000° сх. д.       | Казахстан                  | |
| 42°0′ пн. ш. 70°20′ сх. д. / 42.000° пн. ш. 70.333° сх. д.      | Узбекистан                 | |
| 42°0′ пн. ш. 70°50′ сх. д. / 42.000° пн. ш. 70.833° сх. д.      | Киргизстан                 | |
| 42°0′ пн. ш. 79°50′ сх. д. / 42.000° пн. ш. 79.833° сх. д.      | КНР                        | Сіньцзян Ганьсу Внутрішня Монголія |
| 42°0′ пн. ш. 103°3′ сх. д. / 42.000° пн. ш. 103.050° сх. д.     | Монголія                   | |
| 42°0′ пн. ш. 105°56′ сх. д. / 42.000° пн. ш. 105.933° сх. д.    | КНР                        | Внутрішня Монголія Хебей Внутрішня Монголія Хебей Внутрішня Монголія Хебей Внутрішня Монголія Ляонін Внутрішня Монголія Ляонін Цзілінь |
| 42°0′ пн. ш. 128°3′ сх. д. / 42.000° пн. ш. 128.050° сх. д.     | Північна Корея             | Проходить через Небесне озеро на горі Пекту |
| 42°0′ пн. ш. 128°29′ сх. д. / 42.000° пн. ш. 128.483° сх. д.    | КНР                        | Цзілінь — приблизно на 8 км |
| 42°0′ пн. ш. 128°34′ сх. д. / 42.000° пн. ш. 128.567° сх. д.    | Північна Корея             | Проходить північніше Чхонджіна та південніше Расон |
| 42°0′ пн. ш. 130°2′ сх. д. / 42.000° пн. ш. 130.033° сх. д.     | Японське море              | Проходить південніше острова Окушірі, Японія |
| 42°0′ пн. ш. 140°7′ сх. д. / 42.000° пн. ш. 140.117° сх. д.     | Японія                     | Проходить через острів Хоккайдо |
| 42°0′ пн. ш. 140°53′ сх. д. / 42.000° пн. ш. 140.883° сх. д.    | Тихий океан                | |
| 42°0′ пн. ш. 143°9′ сх. д. / 42.000° пн. ш. 143.150° сх. д.     | Японія                     | Проходить через острів Хоккайдо |
| 42°0′ пн. ш. 143°15′ сх. д. / 42.000° пн. ш. 143.250° сх. д.    | Тихий океан                | |
| 42°0′ пн. ш. 124°13′ зх. д. / 42.000° пн. ш. 124.217° зх. д.    | США                        | Становить кордон між Орегоном та Каліфорнією — проходить через Кресент-Сіті, Вайріку та Ешленд Становить кордон між Орегоном та Невадою Становить кордон між Айдахо та Невадою Становить кордон між Айдахо та Ютою Становить кордон між Вайомінгом та Небраскою Айова — проходить через Еймс та Сідар-Рапідс Іллінойс — проходить через Чикаго                  |
| 42°0′ пн. ш. 87°39′ зх. д. / 42.000° пн. ш. 87.650° зх. д.      | Озеро Мічиган              | |
| 42°0′ пн. ш. 86°33′ зх. д. / 42.000° пн. ш. 86.550° зх. д.      | США                        | Мічиган — проходить через Каламазу, Колдвотер та Текумсе |
| 42°0′ пн. ш. 83°11′ зх. д. / 42.000° пн. ш. 83.183° зх. д.      | Озеро Ері                  | |
| 42°0′ пн. ш. 82°58′ зх. д. / 42.000° пн. ш. 82.967° зх. д.      | Канада                     | Онтаріо — проходить через Національний парк Пойнт-Пілі |
| 42°0′ пн. ш. 82°29′ зх. д. / 42.000° пн. ш. 82.483° зх. д.      | Озеро Ері                  | |
| 42°0′ пн. ш. 80°26′ зх. д. / 42.000° пн. ш. 80.433° зх. д.      | США                        | Пенсільванія — проходить через Ері Становить кордон між Нью-Йорком та Пенсільванією — проходить через Джеймстаун, Бастай та Бінгемтон Нью-Йорк Коннектикут — проходить південніше кордону з Массачусетсом — проходить через Гартфорд Род-Айленд — проходить південніше кордону з Массачусетсом — проходить через Провіденс Массачусетс — проходить через Плімут |
| 42°0′ пн. ш. 70°42′ зх. д. / 42.000° пн. ш. 70.700° зх. д.      | Затока Кейп-Код            | |
| 42°0′ пн. ш. 70°5′ зх. д. / 42.000° пн. ш. 70.083° зх. д.       | США                        | Проходить через півострів Кейп-Код Массачусетс |
| 42°0′ пн. ш. 70°2′ зх. д. / 42.000° пн. ш. 70.033° зх. д.       | Атлантичний океан          | |
| 42°0′ пн. ш. 8°53′ зх. д. / 42.000° пн. ш. 8.883° зх. д.        | Іспанія                    | |
| 42°0′ пн. ш. 8°39′ зх. д. / 42.000° пн. ш. 8.650° зх. д.        | Португалія                 | |
| 42°0′ пн. ш. 8°7′ зх. д. / 42.000° пн. ш. 8.117° зх. д.         | Іспанія                    | |